# Fredric Rand Mann
Fredric Rand Mann (* 13. September 1903 in Homel; † 26. Februar 1987 in Miami, Florida) war ein Karton-Faltschachtel-Unternehmer und Botschafter der Vereinigten Staaten.

## Leben
Am 23. April 1930 gründete er die Seaboard Container Company, aus der sich die National Container Corporation und schließlich die Mann Kraft entwickelte.
Am 13. September 1967 wurde er von Präsident Lyndon B. Johnson zum Botschafter in Bridgetown ernannt, wo er vom 27. November 1967 bis 10. April 1969 akkreditiert war.